# روبرت كارتر نيكولاس سينيور
روبرت كارتر نيكولاس (بالإنجليزية: Robert Carter Nicholas, Sr.)‏(28 يناير 1728 – نوفمبر 1780)، محامي أمريكي بارز ووطني وعضو في السلطة التشريعية والقضائية بولاية فيرجينيا. شغل عضوية مجلس النواب الاستعماري لفيرجينيا (House of Burgesses) ولاحقًا مجلس مندوبي فيرجينيا (House of Delegates)، الذي خلفه بعد الاستقلال. كما تولّى منصب آخر أمين خزينة لمستعمرة فيرجينيا، وعُيّن لاحقًا قاضيًا في أول محكمة عليا للقضايا الإنصافية (High Court of Chancery)، والتي كانت من المحاكم التأسيسية التي سبقت إنشاء المحكمة العليا لولاية فيرجينيا [الإنجليزية].